# René Duvillier
 (mai 2023).
Si vous disposez d'ouvrages ou d'articles de référence ou si vous connaissez des sites web de qualité traitant du thème abordé ici, merci de compléter l'article en donnant les références utiles à sa vérifiabilité et en les liant à la section « Notes et références ».
René Duvillier, né le 3 avril 1919 à Oyonnax (Ain) et mort le 5 septembre 2002 à Paris, est un peintre français de la nouvelle école de Paris et Art informel.

## Éléments biographiques
- Il suit des études aux Beaux-Arts de Paris.
- Il s'installe à Paris en 1945.
- 1952 : Rencontre déterminante avec Charles Estienne, critique influent qui tentait de réconcilier abstraction gestuelle et automatisme surréaliste. Celui-ci l'intègre au groupe des peintres de la nouvelle école de Paris qu'il montre à la galerie de Babylone. C'est ainsi que Duvillier fait la connaissance de Degottex, Hartung, Lapicque, Poliakoff. Il est très soutenu par le critique auquel le lie une grande complicité intellectuelle. Et toutes les expositions collectives organisées par Charles Estienne font alors figure d'événement.
- 1954-1955 : René Duvillier, invité en Bretagne, par Charles Estienne, découvre la mer : « J'ai trouvé le mouvement et le geste, ce fut un choc épouvantable » explique le peintre. Duvillier peint une série de toiles polychromes (noir, violet, bleu) sur la mer ainsi que la série des « Chevaux de mer », encres de couleur sur papier. Il travaille désormais sur des séries.
- 1955 : Charles Estienne avec André Breton et Benjamin Péret présentent sa première exposition personnelle à Paris à la Galerie  À L’Étoile Scellée, 2-23 juin 1955.
- « Duvillier », Galerie À l’Étoile Scellée, 11 rue du Pré-aux-Clercs, Paris, 7e,  2-23 juin. Textes d’André Breton (« Duvillier au Tramail »), Benjamin Péret (« À gros bouillons ») et Charles Estienne (« La Grande Nage » (Argenton-Paris, 1955)).
- 1966 : Contacts avec des scientifiques (CERN, École de chimie, Faculté de Genève). Duvillier découvre une étonnante similitude entre certaines de ses œuvres et des photos de phénomènes physiques et cosmiques. Professeur à l'École Nationale Supérieure d'Architecture de Versailles.
- Après 1986, Duvillier ne se consacre plus qu'à ses séries avec leurs variations.
- Il meurt à 83 ans, en 2002.

## Œuvres (sélection)
- Diables de mer XV, de la série les « Javelots de la mer », 1962, huile sur toile, signée en bas à gauche au dos, contresignée et datée, 65 × 53 cm, musée d'Évreux
- Traverse dans l'orage, 1962, huile sur toile, musée des beaux-arts de Brest
- Sans titre, 1972, huile sur papier, 47,5 × 48 cm, musée d'art de Toulon
- Vol en ciel, vol en mer, 1992, huile sur toile, musée des beaux-arts de Brest